# Баб ел Мандеб
Баб ел Мандеб (арап. باب المندب,  врата суза) је мореуз који дели Африку од Азије и спаја Црвено море и Аденски залив (Индијски океан). На афричкој страни мореуза је држава Џибути, а на азијској Јемен. Мореуз је добио име (вратена суза) због опасне навигације или, по арапској легенди, по земљотресу који је раздвојио Африку и Азију и изазвао велики број жртава (утапање). Мореуз је стратешки врло важан, а представља и један од најпрометнијих пловних путева.
Широк је око 30 km. На азијској страни се налази рт Рас Менхели, а на афричкој Рас Сиуан. Вулканско острво Перим дели мореуз у 2 канала - Баб Искендер (источни) и Дакт-ел-Маун (западни). Баб Искандер (Александров мореуз) је широк око 3 km, а дубок око 30 m, док је Дакт ел Маун широк око 25 km, а дубок око 300 m. Уз афричку обалу се налази острвски архипелаг француског назива Септ Фререс (Седмеро браће).
Источним (Баб Искендер) каналом тече јака површинска струја према Црвеном мору, а дубинска струја у супротном смеру тече западним каналом.

## Име
Теснац је добио име по опасностима које прате његову пловидбу или, према арапској легенди, по броју потопљених у земљотресу који је одвојио Арабијско полуострво од Рога Африке.
У „Баб-ел-Мандебу”, „Баб” се односи на „капију”, док се „Мандеб” односи на „ламентацију” или „тугу”.

## Географија
Баб-ел-Мандеб делује као стратешка веза између Индијског океана и Средоземног мора преко Црвеног мора и Суецког канала. У 2006. години, процењено је 3,3 Mbbl (520.000 m3) нафте дневно пролазило кроз мореуз, од укупно око 43 Mbbl/d (6.800.000 m3/d) нафте коју су превозили танкери.
Удаљеност је око 26 km (16 mi) од Рас Менхелија у Јемену до Рас Шијен у Џибутију. Острво Перим дели мореуз на два канала, од којих је источни, познат као Баб Искендер (Александров мореуз), широк 5,37 km (3,34 mi) и 29 m; 96 ft (16 fathoms) дубок, док западни, или Дакт-ел-Мајун, има ширину од 20,3 km (12,6 mi) и дубину од 310 m; 1.020 ft (170 fathoms). Близу обале Џибутија налази се група мањих острва познатих као „Седморо браће“. Постоји површинска струја према унутра у источном каналу, као и јака подводна струја ка споља у западном каналу.

## Историја
Палео-еколошки и тектонски догађаји у епохи миоцена створили су Данакилску превлаку, копнени мост који формира широку везу између Јемена и Етиопије. Током последњих 100.000 година, еустатичке флуктуације нивоа мора довеле су до наизменичног отварања и затварања мореуза. Према недавној хипотези о јединственом пореклу, мореуз Баб-ел-Мандеб је вероватно био сведок најранијих миграција модерних људи. Претпоставља се да су океани тада били много нижи, а мореузи знатно плићи или суви, што је омогућило низ емиграција дуж јужне обале Азије.
Према традицији етиопске православне Тевахедо цркве, мореуз Баб-ел-Мандеб био је поприште најранијих миграција говорника семитског гиза у Африку, које су се одвиле око 1900. године пре нове ере, отприлике око у исто време када и јеврејски патријарх Јаков. Краљевина Аксум била је главна регионална сила на Рогу Африке. Своју власт је проширила преко мореуза освајањем Химијаритског краљевства непосредно пре успона ислама.
Британска источноиндијска компанија једнострано је заузела острво Перим 1799. године у име свог Индијског царства. Влада Британије је потврдила своје власништво 1857. године и тамо подигла светионик 1861. године, користећи га за управљање Црвеним морем и трговачким путевима кроз Суецки канал. Та постава је коришћена је као станица за угаљ за пуњење пароброда горивом до 1935. године када је смањена употреба угља као горива учинила операцију неисплативом.
Британско присуство се наставило све до 1967. године када је острво постало део Народне Републике Јужног Јемена. Пре примопредаје, британска влада је изнела пред Уједињене нације предлог да се острво интернационализује као начин да се обезбеди континуирана безбедност пролаза и пловидбе у Баб-ел-Мандебу, али ово је одбијено.

Компанија у власништву Тарека бин Ладена је 2008. године представила планове за изградњу моста под називом Мост рогова преко мореуза, који би повезивао Јемен са Џибутијем. Предузеће  Middle East Development LLC  издало је обавештење за изградњу моста који пролази преко Црвеног мора који би био најдужи суспендовани пролаз на свету. Пројекат је додељен инжењерској компанији COWI у сарадњи са архитектонским студијом Dissing+Weitling, оба из Данске. Године 2010, објављено је да је фаза 1 одложена; међутим, према подацим из средине 2016. ништа се више није чуло о пројекту.

## Под-регион
Баб-ел-Мандеб је такође подрегион у Арапској лизи, који укључује Џибути, Јемен и Еритреју.

### Демографија
| Bab-el-Mandeb: |                |                        |                                |            |                  |                               |
| Земља          | Површина (km2) | Популација (2016 est.) | Густина становништва (per km2) | Престоница | GDP (PPP) $M USD | GDP по становнику (PPP) $ USD |
| Јемен          | 527.829        | 27.392.779             | 44,7                           | Сана       | $58.202          | $2.249                        |
| Еритреја       | 117.600        | 6.380.803              | 51,8                           | Асмара     | $9.121           | $1.314                        |
| Џибути         | 23.200         | 846.687                | 37,2                           | Џибути     | $3.327           | $3.351                        |
| Укупно         | 668.629        | 34.620.269             | 29,3 / km2                     | Разно      | $70.650          | $1841                         |